# チャック・イスラエル
チャック・イスラエル（Chuck Israels、1936年8月10日 - ）は、作曲家、編曲家、ベーシストであり、ビル・エヴァンス・トリオにおける活動で最もよく知られている。また、ビリー・ホリデイ、ベニー・グッドマン、コールマン・ホーキンス、スタン・ゲッツ、ハービー・ハンコック、J・J・ジョンソン、ジョン・コルトレーン、ジュディ・コリンズとも仕事をしてきた。

## 略歴
ニューヨークで生まれたチャック・イスラエルは、10歳のときにオハイオ州クリーブランドに移住した音楽一家に育った。彼の継父であるモルデカイ・バウマンは、作曲家のハンス・アイスラーと組んで活動した歌手であった。彼は、イスラエルの母親であるアーマ・コマンデイ (Irma Commanday)と一緒に、音楽が日常生活の一部であるような家庭環境を作り上げた。ポール・ロブスン、ピート・シーガー、ザ・ウィーバーズは、バウマン家の訪問者となった。1948年、両親がプロデュースしたコンサート・シリーズにルイ・アームストロングのオール・スターズが登場したことで、ジャズ・ミュージシャンと出会い、話を聞くことができる最初の機会が与えられた。
大学でイスラエルはビリー・ホリデイと共演する機会を持った。大学卒業後の彼の最初のプロとしての仕事は、パリのピアニスト、バド・パウエルと働くことだった。プロになってから最初の録音は、ジョン・コルトレーン、セシル・テイラー、ケニー・ドーハム、ルイス・ヘイズとの『コルトレーン・タイム』 (オリジナルのタイトルは『ステレオ・ドライヴ』)であった。レコーディングでは「Double Clutching」の作曲によって作曲家としてのイスラエルを披露した。イスラエルは、1961年から1966年までビル・エヴァンス・トリオによって、また、1973年から1981年までナショナル・ジャズ・アンサンブルの監督としてのジャズ・レパートリーによって、最もよく知られている。1985年には、クロノス・クァルテットやローズマリー・クルーニーとレコーディングを行った。2010年まで、ワシントン州ベリンガムにある西ワシントン大学のジャズ研究部長を務めた。2011年にチャック・イスラエル・ジャズ・オーケストラを作成し、2013年に『Second Wind: A Tribute to the Music of Bill Evans』を録音した。
1965年にBBCのジャズ番組『Jazz 625』のプレゼンターを務めたハンフリー・リトルトンは、イスラエルが「ダブルベースをギターのように簡単に扱える素晴らしいテクニシャンだ……。ミュージシャンたちがビル・エヴァンス・トリオのパフォーマンスから聴くことができる興奮と絶望の間にある落ち着いたムードによって動揺している理由の1つは、チャック・イスラエルの存在なのです」と語った。

## ディスコグラフィ

### リーダー・アルバム
- 『ザ・ナショナル・ジャズ・アンサンブル』 - National Jazz Ensemble (1975年) ※National Jazz Ensemble名義
- Meeting on Hvar (1992年) ※Chuck Israels International Trio名義
- Chuck Israels and the Metropole Orchestra: Eindhoven Concert (1997年) ※with メトロポール・オーケストラ、クラウディオ・ロディッティ
- The Bellingham Sessions (1999年) ※Chuck Israels Quartet名義
- Convergence (2008年) ※Chuck Israels Trio名義
- 『イッツ・ナイス・トゥ・ビー・ウィズ・ユー』 - It's Nice to Be with You (2012年) ※Chuck Israels Trio名義
- 『シャコンヌ・ア・ソン・グー』 - Chaconne a Son Gout (2013年) ※Chuck Israels Quartet名義
- Second Wind: A Tribute to the Music of Bill Evans (2013年) ※Chuck Israels Jazz Orchestra名義
- Joyful Noise: The Music of Horace Silver (2015年) ※Chuck Israels Jazz Orchestra名義
- Garden of Delights (2016年) ※Chuck Israels Jazz Orchestra名義

### 参加アルバム
パティ・オースティン
- 『エンド・オブ・ア・レインボー』 - End of a Rainbow (1976年)

ゲイリー・バートン
- 『真夜中のヴァイブ』 - Something's Coming! (1963年)

セシル・テイラー
- 『ステレオ・ドライヴ』 - Stereo Drive (1959年) ※『コルトレーン・タイム』 - Coltrane Timeとして再発

ローズマリー・クルーニー
- 『シングズ・バラード』 - Rosemary Clooney Sings Ballads (1985年)

エリック・ドルフィー
- 『イン・ヨーロッパ Vol.1』 - Eric Dolphy in Europe (1961年)

ビル・エヴァンス
- 『ニルヴァーナ』 - Nirvana (1962年) ※with ハービー・マン
- 『ムーン・ビームス』 - Moon Beams (1962年)
- 『ハウ・マイ・ハート・シングス』 - How My Heart Sings! (1962年)
- 『タイム・リメンバード - モア・フロム・ザ・シェリーズ・マン・ホール』 - Time Remembered (1962年)
- 『ビル・エヴァンス・トリオ・アット・シェリーズ・マン・ホール』 - At Shelly's Manne-Hole (1963年)
- 『“ライヴ”ラウンド・ミッドナイト』 - The Bill Evans Trio "Live" (1964年)
- 『ワルツ・フォー・デビイ』 - Waltz for Debby (1964年) ※with モニカ・ゼタールンド、スコット・ラファロ
- 『トリオ '65』 - Trio '65 (1965年)
- 『ビル・エヴァンス・トリオ・ウィズ・シンフォニー・オーケストラ』 - Bill Evans Trio with Symphony Orchestra (1965年)
- 『ビル・エヴァンス・アット・タウン・ホール』 - Bill Evans at Town Hall (1966年)

ジュディ・コリンズ
- The Judy Collins Concert (1964年)
- Fifth Album (1965年)

ドン・フリードマン
- 『ア・デイ・イン・ザ・シティ』 - A Day in the City (1961年)
- 『サークル・ワルツ』 - Circle Waltz (1962年)

スタン・ゲッツ
- 『ゲッツ・オー・ゴー・ゴー』 - Getz Au Go Go (1964年)

ハンプトン・ホーズ
- 『ヒア・アンド・ナウ』 - Here and Now (1965年)

ハービー・ハンコック
- 『マイ・ポイント・オブ・ヴュー』 - My Point of View (1963年)

ポール・ホーン
- Impressions of Cleopatra (1963年)

J・J・ジョンソン
- 『J.J.ズ・ブロードウェイ』 - J.J.'s Broadway (1963年)

ポール・ウィンター
- 『ニュー・ジャズ・オン・キャンパス』 - New Jazz on Campus (1963年)

ジョージ・ラッセル
- 『ファイブ・スポットのジョージ・ラッセル・セクステット』 - George Russell Sextet at the Five Spot (1960年)
- Stratusphunk (1960年)
- 『ジョージ・ラッセル・イン・K.C.』 - George Russell Sextet in K.C. (1961年)

コールマン・ホーキンス & クラーク・テリー
- 『エディ・コスタ・メモリアル・コンサート』 - Eddie Costa: Memorial Concert (1963年)

デイヴ・パイク
- 『ドアーズ・オブ・パーセプション』 - The Doors of Perception (1966年)

ガボール・ザボ
- 『ミズラブ』 - Mizrab (1973年)

フィービ・スノウ
- 『サンフランシスコ・ベイ・ブルース』 - Phoebe Snow (1974年)

クロノス・クァルテット
- 『モンク・スイート』 - Monk Suite: Kronos Quartet Plays Music of Thelonious Monk (1985年)

ニーナ・シモン
- 『ボルチモア』 - Baltimore (1978年)

ハーブ・エリス
- An Evening With Herb Ellis (1998年)

バリー・ハリス
- 『イン・スペイン』 - Barry Harris in Spain (2010年)

ジョン・メイヤー
- 『ストリクトリー・コンフィデンシャル』 -  Strictly Confidential (2005年)

デイヴ・ヴァン・ロンク
- No Dirty Names (1966年)